# Cryptomalus kuscheli
Cryptomalus kuscheli är en skalbaggsart som först beskrevs av Miłosz A. Mazur 1981.  Cryptomalus kuscheli ingår i släktet Cryptomalus och familjen stumpbaggar. Inga underarter finns listade i Catalogue of Life.